# Lil Jay Bingerack
Lil Jay Bingerack, de son vrai nom Konan Angelo Wilfried, né en Côte d'Ivoire, est un artiste et chanteur ivoirien. Il se fait connaître avec le titre Baoulé Superstar. Il sort son premier album intitulé Apolon en 2018 et son deuxième album, Mosaïc, en novembre 2024 avec le label de Gims, Black Star France.

## Biographie

### Origine
Lil Jay Bingerack vient de Bingerville. Il est d'origine Baoulé et se fait surnommer « Baoulé son Superstar », son nom Bingerack fait référence à la commune Bingerville, le lieu où il a grandi. Son frère est El Jay du groupe Kif No Beat,.

## Carrière

### Début de carrière
Sa carrière commence en 2016 dans la commune de Bingerville. À cette époque de sa vie, il est à cheval entre le football et la musique. Au début de sa carrière il portait un masque qu'il abandonne par la suite. Bingerack faisait du rap avant de changer son style musical qui est devenu un mélange de plusieurs genres musicaux, de l'afrobeat, de l'hip-hop, du rap et de la musique traditionnelle ivoirienne avec de la musique tradi-moderne Baoulé qui se rapproche de celle de Tigresse Sidonie.
En 2018, il sort son premier album intitulé Apolon qui comporte 7 titres. En 2020, il sort le single Espoir qui rencontre petit succès. Pour ce titre il se fait remarquer par le rappeur KeBlack qui le contacte pour un remix. Malgré la notoriété de KeBalck, la carrière de Bingerack reste timide et tarde à démarrer.

### Succès
Il faut attendre 2022 pour que l'artiste se dévoile avec le titre "Sauce graine" qui rencontre un succès. Il collabore avec Joé Dwèt Filé et son frère El Jay, aussi avec Serge Beynaud sur le titre "Mentalité" dans la même année.
En 2021, Il signe  chez le label de Gims, Black Star France pour la production de son album intitulé "Mosaic" qui sort en 2023. Il se fait également connaître grâce au titre "Baoulé son Superstar".
En 2023, il sort officiellement l'album intitulé "Mosaïc" qui comporte 14 titres, une mosaïque qui mélange plusieurs genres musicaux, du Zouglou au rap et l'afrobeat,. L'album est un succès, et il donne en février 2024 son premier concert au Palais de la culture Bernard Binlin-Dadié d'Abidjan qui a une capacité de 4 000 places,,.
Pendant la Coupe d'Afrique des nations de football 2023 à Abidjan, il collabore avec Fior de Bior sur le morceau "Can 2024 chauffez".

## Discographie

### Album
- 2024 : Mosaic[7],[12]
- 2018 : Apolon[13]

### Single
- 2020 : Espoir (Remix) feat. KeBlack
- 2022 : Sauce graine[12]
- 2022 : Mentalité feat Serge Beynaud
- 2022 : Madame feat. Joé Dwet Filé
- 2022 : Paya Paya feat Black K

- 2023 : Hi hi hi (Remix) feat. Rayvanny
- 2023 : Baoulé Superstar
- 2024 : Célibataire feat Axel Méryl
- 2024 : Moussa